# Blue Gravy: Phase 9 Dub Versions
Blue Gravy Dub Sessions è uno split dei gruppi Snuff e Urban Dub, pubblicato nel 2001.

## Tracce
1. Prisoner Dub – 5:01
2. Blue Gravy (Burn Down Babylon Version) – 5:04
3. Ichola Dub – 3:56
4. Night of the Versions – 5:43
5. Ichola Budha (Dirty Sanchez Mix) – 5:18
6. Northern Dub – 4:06
7. Pigs Ears – 3:59
8. Slipt Dub (Long Throw Specialist Mix) – 5:36
9. Damaged Dub (Funkhead Mix) – 4:09
10. Damage Dub – 3:34
11. Emperor Dub – 4:48
12. Night of the Li's (Long Throw Specialist Mix) – 4:11